# Tháp Khải hoàn
Tháp Khải hoàn (tiếng Nga: Триу́мф-Пала́с) là một tòa nhà chọc trời được sử dụng làm khu căn hộ ở Moskva, Liên bang Nga. Đôi khi nó còn được gọi là Tháp thứ 8 vì có kiến trúc giống với các tòa nhà chọc trời thuộc chuỗi Bảy chị em Moskva xây từ những năm 1950. Tháp Khải hoàn được hoàn thành năm 2003 với 57 tầng lầu, khoảng 1000 căn hộ cao cấp. Đây là tòa nhà cao nhất châu Âu trong vòng 4 năm với chiều cao 264,1 m trước khi một tòa nhà chọc trời khác của Nga là Tháp Naberezhnaya C phá kỉ lục này.